# (6125) Singto
(6125) Singto es un asteroide perteneciente al cinturón de asteroides, región del sistema solar que se encuentra entre las órbitas de Marte y Júpiter, descubierto el 4 de febrero de 1989 por Seiji Ueda y el astrónomo Hiroshi Kaneda desde el Kushiro Marsh Observatory, Hokkaido, Japón.

## Designación y nombre
Designado provisionalmente como 1989 CN. Fue nombrado Singto en homenaje a Singto Pukahuta, fue un destacado educador y autor de astronomía tailandesa. Fue fundador y director del Planetario de Bangkok, y presidente de la Sociedad Astronómica de Tailandia. Uno de sus libros, Star Tales, se incluyó en la Lista de 100 buenos libros que los niños y jóvenes adultos tailandeses deberían leer.

## Características orbitales
Singto está situado a una distancia media del Sol de 2,222 ua, pudiendo alejarse hasta 2,525 ua y acercarse hasta 1,920 ua. Su excentricidad es 0,136 y la inclinación orbital 1,310 grados. Emplea 1210,25 días en completar una órbita alrededor del Sol.

## Características físicas
La magnitud absoluta de Singto es 13,8. Tiene 3,956 km de diámetro y su albedo se estima en 0,287. 